# Fixi, Foxi és barátaik
A Fixi, Foxi és barátaik (eredeti cím: Fix und Foxi, szó szerint: Fix és Foxi) 2000-től 2002-ig futott német–spanyol–ausztrál televíziós rajzfilmsorozat, amely a Fix és Foxi című könyv- és képregénysorozat alapján készült. Az alkotója Rolf Kauka, a zeneszerzője Matthias Raue. A tévéfilmsorozat az Energee Entertainment gyártásában készült. Műfaját tekintve filmvígjáték-sorozat. Németországban 2000 és 2002 között a KI.KA és a Das Erste vetítette, Magyarországon 2002 és 2004 között a TV2, 2006 és 2007 között a Minimax sugározta, új szinkronnal 2013-ban az M2, 2017-ben a Kiwi TV tűzte műsorára.
Fixi és Foxi, Rolf Kauka híres grafikus legnépszerűbb figurái. Először könyvekben, és képregényekben jelentek meg, több mint 40 éve. Rolf Kauka 1951-ben alapította meg a kiadóját Kauka Publishing néven, ahol már alkalmazott hírneves illusztrátorokat kezdeti időben. A két szereplő önálló magazinban kapott helyet, ezt hetente 400.000 példányban adták el. Rolf Kauka 1982-ben a feleségével, Alexandra Kauka-val alapította meg a Kauka Promedia céget. Ekkor kezdtek el dolgozni, a két figura rajzfilmesítésével. Az elkészült rajzfilmeket a világon már 30 országban bemutatták. Egy rész 4 epizódot takar, három Fixi Foxi történetet és egy A Peppercorn család történetet, amely Fixi Foxi történeteivel összevont történetek.

## Ismertető
A sorozat két részből áll. Az egyik két főhőse Fixi és Foxi. Fixi a fenegyerek, aki nem retten meg semmitől sem. A testvére Foxi, aki előrelátó, meggondolt és próbálkozik azzal, hogy amennyire csak megy neki, a testvérét távol tartsa a bajoktól. A két róka nem áll szuperhős képességre, sokkal jobban két bátor, megbízható és olykor kissé vakmerő 10 éves testvérpár. Ketten együtt összetartanak jóban és rosszban. Mindketten nagyon kalandra vágyóak. A két rókagyerek közösen és rendszeresen együtt lóg, de közben belekeveredik túl elképesztő kalandokba. A történetben a róka testvérpár, együttműködve sok milliót érő szerencseszelvény nyomába ered, elvégeznek együttes munkával családegyesítő terveket is, és ezek mellett még életmentő akciót is képesek végrehajtani a kisvárosban. A másik szereplői a Peppercorn család: Papa, Mama, Lucky, Öcsi, Hugi és Makiki, a család háziállata.

## Szereplők
| Szereplő         | Szereplő       | Magyar hang                                       | Magyar hang                                 | Leírás |
| Magyar név       | Német név      | 1. szinkron (TV2 (1. évad, 2000 / 2. évad, 2002)) | 2. szinkron (MTVA (1. évad, 2013))          | Leírás |
| ---------------- | -------------- | ------------------------------------------------- | ------------------------------------------- | --- |
| Fixi             | Fix            | Markovics Tamás                                   | Markovics Tamás                             | A sárga ruhás, tarajos hajú róka, aki a sorozat egyik főszereplője, és Foxi öccse.                                                                                       |
| Foxi             | Foxi           | Seszták Szabolcs                                  | Seszták Szabolcs                            | A kék ruhás, kopasz róka, aki a történet másik főhőse, és Fixi bátyja.                                                                                                   |
| Lupo             | Lupo           | Czvetkó Sándor                                    | Szokol Péter                                | Farkas, aki kicsit naplopó és egy toronyban él, nagyon falánk, különösen Eusebia nagymama süteményeit szereti.                                                           |
| Eusebia nagymama | Oma Eusebia    | Kassai Ilona                                      | Kassai Ilona                                | Idős nőstényfarkas, aki másokért némileg egy anya-alak. Szakértő a perzselő sütemények készítésében, és szintén szakértő abban, hogy távol tartsa Lupot a süteményeitől. |
| Lupini           | Lupinchen      | Mánya Zsófi                                       | Csuha Bori                                  | Farkaslány; Eusebia nagymama unokája; Fixi, Foxi és Lupo barátja. |
| Fax nagybácsi    | Onkel Fax      | Várkonyi András                                   | Király Adrián                               | Fixi és Foxi nagybátyja, bizonyos időközönként együtt tartózkodik két unokaöccsével.                                                                                     |
| Knox Professzor  | Professor Knox | Fekete Zoltán                                     | Gubányi György István                       | Szórakozott és szellemes feltaláló. |
| Peppercorn papa  | Papa           | Németh Gábor                                      | Láng Balázs                                 | |
| Peppercorn mama  | Mama           | Hűvösvölgyi Ildikó                                | Sági Tímea                                  | |
| Lucky            | Lucky          | Simonyi Balázs                                    | Simonyi Balázs (1–8.) Baráth István (9–26.) | |
| Hugi             | Pip            | Molnár Ilona                                      | Molnár Ilona                                | |
| Öcsi             | Pep            | Molnár Levente                                    | Molnár Levente                              | |
| Brekkencs úr     | Snotty         | Csuja Imre                                        | Bolla Róbert                                | A Peppercorn család mogorva béka szomszédja. |
| Lizard           | Lizzer         | Imre István                                       | Berkes Bence                                | |
| Makiki           | Makiki         | Mics Ildikó                                       | saját hangján                               | |
| Vanlóvé asszony  | N/A            | Szabó Éva (1. évad) Várnagy Katalin (2. évad)     | Réti Szilvia                                | |

- További magyar hangok (1. évad 2. magyar szinkronjában): Bodrogi Attila, Bókai Mária, Csík Csaba Krisztián, Csuha Lajos, Csuja Imre, Dobránszky Zoltán, F. Nagy Zoltán, Faragó András, Gruber Hugó, Háda János, Halász Aranka, Imre István, Izsóf Vilmos, Kocsis Mariann, Koroknay Géza, Lázár Sándor, Melis Gábor, Mics Ildikó, Minárovits Péter, Némedi Mari, Oláh Orsolya, Orosz István, Rosta Sándor, Simon Eszter, Sótonyi Gábor, Szabó Éva, Szokol Péter, Szórádi Erika, Uri István, Végh Ferenc, Wohlmuth István, Zsigmond Tamara
- További magyar hangok (2. évadban): Berkes Boglárka (Hilda), Csuha Lajos, Farkas Zita, Gacsal Ádám (Elmor), Garai Róbert, Gardi Tamás, Hujber Ferenc, Imre István, Kapácsy Miklós, Koffler Gizi, Makay Sándor (Szélhámos nagyherceg), Minárovits Péter (Vakond), Pálfai Péter, Pethes Csaba, Rékai Nándor, Roatis Andrea, Simon Eszter, Várnagy Katalin, Vizy György

## Epizódok

### 1. évad
| #   | Magyar cím                                                                                          | Magyar cím | Eredeti cím                                                                                        |
| #   | 1. szinkron                                                                                         | 2. szinkron | Eredeti cím                                                                                        |
| --- | --------------------------------------------------------------------------------------------------- | --- | -------------------------------------------------------------------------------------------------- |
| 01. | NáthatortaA kanárivadászokSikamlós történetA Peppercorn család: Makiki eltűnik                      | A nátha és a sütiA kanári vadászokA nagy lesiklásA Peppercorn család: Hová tűnik Makiki?                        | Cold CakeCanary CatchersSlip Sliding AwayThe Peppercorn Family: Missing Makiki                     |
| 02. | A mindenesFel, fel, még feljebbJó üzletA Peppercorn család: Ahogy Lucky látta                       | Házi segítségFel, fel és még tovább!A garázsvásárA Peppercorn család: A pince rejtélye                          | Home HelpUp, Up and AwayGarage SaleThe Peppercorn Family: A Lucky Point of View                    |
| 03. | Szoba kiadóKutyavilágVonatútA Peppercorn család: Tanuló vezető                                      | Kiadó szobaA kutyakozmetikaA vonatozásA Peppercorn család: A koccanás                                           | Room for RentPoodle ParlourTrain TripThe Peppercorn Family: Fender Bender                          |
| 04. | FogfájásA barlanglakóMatiné-őrületA Peppercorn család: Ördögöző                                     | A zápfogAz ősemberMatiné zűrökA Peppercorn család: A démon                                                      | What CheekCave ManMatinee MadnessThe Peppercorn Family: Bedevilled                                 |
| 05. | Mindent vagy semmitTámadnak az idegenekA kis öreg hölgyA Peppercorn család: Rémálom az Operában     | A győztes mindent viszAz űrlények inváziójaAz öreg hölgyA Peppercorn család: Rémálom az Operában                | Winner Takes AllAlien InvasionThe Little Old LadyThe Peppercorn Family: Nightmare at the Opera     |
| 06. | A tenger boszorkányaMini KnoxOszmánia megmentéseA Peppercorn család: Álmatlan éjszakák              | A tengeri boszorkányA mini KnoxMentsük meg Oszmániát!A Peppercorn család: Álmatlan éjszakák                     | Witch of the WavesMini-KnoxSave OsmaniaThe Peppercorn Family: Sleepless Nights                     |
| 07. | Az egér ügyBéka szendvicsAutós üldözésA Peppercorn család: Mama sztárjkol                           | EgérügyekBékás szendvicsA szökésA Peppercorn család: Mama sztrájkol                                             | Mousing AroundFrog SandwichThe GetawayThe Peppercorn Family: Mama goes on Strike                   |
| 08. | Szülinapi meglepetésA piramis tervAz égigérő paszulyA Peppercorn család: Csapó! Felvétel! Káosz!    | Szülinapi meglepetésA fáraó rejtélyeA varázsbabA Peppercorn család: Csapó! Felvétel! Káosz!                     | Birthday SurprisePyramid SchemeEver Bean Head?The Peppercorn Family: Lights! Camera! Chaos!        |
| 09. | Púp a hátonPollyka vagyok!A vőA Peppercorn Család: Fogjunk el tolvajt!                              | A futball művészetePolly és a kapitányA lánykérésA Peppercorn család: Segítség, tolvaj!                         | A Pain in the NeckPretty PollyThe Son-in-LawThe Peppercorn Family: To Catch a Thief                |
| 10. | HázőrzésKincsvadászatA gonosz dzsinA Peppercorn család: Elátkozva                                   | A házőrzőAz elveszett kincsA komisz dzsinnA Peppercorn család: Elátkozva                                        | Home ProtectionTreasure HuntGenie MeanyThe Peppercorn Family: Jinxed                               |
| 11. | Dupla kalamajkaLázadás a víz alatt / A mintagyerek/ A Peppercorn család: Rómeó és Júlia             | A baj nem jár egyedülLázadás a tenger mélyénA tökéletes gyerekA Peppercorn család: Luckie,Rómeó és Dollie,Júlia | Double TroubleMutiny Under the SeaThe Perfect ChildThe Peppercorn Family: Luckio and Dolliet       |
| 12. | Micsoda lovagSir Fixi és Sir FoxiHorgászverseny / A Peppercorn család: Baba a fedélzeten            | Régmúlt idők lovagjaSir Fixi és Sir FoxiKié lesz a fődíj?A Peppercorn család: Baba a fedélzeten                 | A Knight to RememberSir Fix and Sir FoxiPrize CatchThe Peppercorn Family: Baby on Board            |
| 13. | A rettegés kastélyaLupo trükkje / Az esőcsináló / A Peppercorn család: Szabotázs                    | Rémségek kastélyaLupo magánszámaAz esőcsinálóA Peppercorn család: Szabotázs                                     | Castle of FearLupo's TreatRainmakerThe Peppercorn Family: Sabotage                                 |
| 14. | A nagy csomagJátékos történetA kertészmesterA Peppercorn család: Kerge kuktaakó..                   | A nagy csomagToy storyŐrjöngő virágA Peppercorn család: Az őrült szakács                                        | The Big ParcelToy StoryGreen ThumbThe Peppercorn Family: Mad Cook Disease                          |
| 15. | Móka LuponálA szépségversenyMint a régi szép időkbenA Peppercorn család: Boldog házassági évforduló | Először LupónálA szépségversenyVissza az időbeA Peppercorn család: Boldog házassági évfordulót!                 | Prime Time at Lupo'sThe Beauty ContestSeems like old TimesThe Peppercorn Family: Happy Anniversary |
| 16. | SárkánykergetésZenélő sütikCuki káoszA Peppercorn család: A szerelmes házi kedvence                 | SárkánykalandA zenélő kekszÉdes káoszA Peppercorn család: Egy majom is lehet szerelmes                          | Draggin' DragonMusical BiscuitsCandy ChaosThe Peppercorn Family: The Lovesick Pet                  |
| 17. | Zöldfülü pilótákBaleset a bányábanHárom az egybenA Peppercorn család: Apró kitérő                   | Zuhanó repülésBányakatasztrófaHárom az egybenA Peppercorn család: A rövidebb út                                 | Crash PilotsMining MayhemThree In OneThe Peppercorn Family: Minor Detour                           |
| 18. | MedveszerelemNagy bajA kísértetházA Peppercorn család:                                              | MedveszerelemA nagy zűrA kísértetjárta házA Peppercorn család: A robogó                                         | A Bear's Big LoveBig TroubleHaunted HouseThe Peppercorn Family: Scooter Blues                      |
| 19. | Kicsi a világLupo nagy találmányaA homokszigetA Pepppercorn család : Vacsora nyolckor               | Mikroszkóp alattLupo nagy találmányaA homokszigetA Peppercorn család: Vacsora nyolckor                          | Small WorldLupo's Great InventionSand IslandThe Peppercorn Family: Dinner at Eight                 |
| 20. | Gézengúz gepárdA tévés vetélkedőA levélfaló gépA Peppercorn család: Nyuszi dili                     | Gepárd sétáltatásKvízműsorA levélfaló gépA Peppercorn család: Nyuszi bajok                                      | Cheated by a CheetahThe Game ShowThe leaf-eating MachineThe Peppercorn Family: Mad about the Bunny |
| 21. | Tízperces pizzaVérszívóCsak lányoknakA Peppercorn család: Mélyvíz                                   | A tízperces pizzaA vérszívóCsak hölgyeknek!A Peppercorn család: Özönvíz                                         | Ten Minute PizzaBloodsuckerGirls OnlyThe Peppercorn Family: High Water                             |
| 22. | MegbabonázvaAz év feltalálójaKockázatos kerekezésA Peppercorn család: Felszarvazva                  | ElbájolvaAz év feltalálójaZűrmanóA Peppercorn család: A hegyről lefelé                                          | SpellboundInventor of the YearTrolling for TroubleThe Peppercorn Family: Over the Hill             |
| 23. | LégballonversenyA sintérA hős visszatérA Peppercorn család: Makiki méltó ellenfele                  | A léghajóversenyA kutyabefogásA hős visszatérA Peppercorn család: Makiki társra talál                           | Balloon RaceDogcatcherThe Hero ReturnsThe Peppercorn Family: Makiki Meets his Match                |
| 24. | JátékhalakLupityő királynéCsak fiúknakA Peppercorn család: Papa kizöldül                            | A krumplihalLupini őfelségeCsak fiúknakA Peppercorn család: Környezetvédők                                      | Potato FishQueen LupinchenBoys OnlyThe Peppercorn Family: Papa Goes Green                          |
| 25. | Csónakos meglepetésAz árnyékszörnyCsillagköziállatkertA Peppercorn család: Kísértet                 | Motorcsónak kalandAz árnyékszörnyCsillagközi állatkertA Peppercorn család: A kísértetjárás                      | Speed Boat SurpriseShadow MonsterInterstellar ZooThe Peppercorn Family: The Haunting               |
| 26. | A varázskövekRobin HúhaHívatlan vendégA Peppercorn család: Rajongói ribillió                        | A varázskövekA rabló RobinA nemszívesen látott vendégA Peppercorn család: A rockkoncert                         | Magic StonesRobbin' HoodUnwelcome GuestThe Peppercorn Family: Gonzo Groupies                       |

### 2. évad
| #   | Magyar cím                                                                                     | Eredeti cím                                                                                           |
| --- | ---------------------------------------------------------------------------------------------- | --- |
| 27. | Maestro LupoSzőrös rémVakondtúrásokA Peppercorn család: Papa sikerének biztosítása             | Maestro LupoHairy HoaxMole HolesThe Peppercorn Family: Insuring Papa's Success                        |
| 28. | AblaktisztítókMagassági kalandAz eltűnt törpék eseteA Peppercorn család: Michelangelo tolvajok | Window CleanersHigh AdventureCase of the Missing GnomeThe Peppercorn Family: Stealing Michelangelo    |
| 29. | VirágvilágAz a kutya!Elbűvölő LupoA Peppercorn család: Szülinapi buli                          | Flower PowerThat DogCharming LupoThe Peppercorn Family: The Birthday Party                            |
| 30. | Áramvonalas Fax bácsiGalambpostaFox város fantomjaA Peppercorn család: Móka vödörszámra        | Streamline FaxPigeon PostThe Phantom of FoxburgThe Peppercorn Family: Buckets O' Fun                  |
| 31. | PatkányvadászatSzerencsés LupoEgyszer fent, egyszer lentA Peppercorn család: Nőnap             | Rat HuntO Lucky LupoUps and DownsThe Peppercorn Family: Ladies Day                                    |
| 32. | Riasztó zűrHypno LupoBoldog szülinapot, Fax bácsiA Peppercorn család: Tábori tragédia          | Alarm AlertHypno-LupoHappy Birthday Uncle FaxThe Peppercorn Family: Camp Catostrophe                  |
| 33. | Lyukas csapatSütőtök töltésMajomkodás majomszokásA Peppercorn család: Szüreális élet           | A Hole in OnePumping PumpkinsMonkey See, Monkey DoThe Peppercorn Family: Surreal Life                 |
| 34. | BálnakalandÉletmentőHarc a labdáértA Peppercorn család: Zenebohócok                            | Whale of a TimeLifesaverHavin' a BallThe Peppercorn Family: Music Melee                               |
| 35. | EladóRémségek kicsiny akváriumaKerékpárversenyA Peppercorn család: ?                           | For SaleLittle Fishbowl of HorrorsRace DayThe Peppercorn Family: The Magic Stone                      |
| 36. | A tolvaj helikopterA látogatókVeszélyes játékokA Peppercorn család: ?                          | The Great Helicopter HeistThe VisitorsToying with TroubleThe Peppercorn Family: Papa's R&R            |
| 37. | Ki korán kel...A gyöngyEgérfogóA Peppercorn család: Aranyláz                                   | The Early BirdThe PearlThe Mice will PlayThe Peppercorn Family: Fool's Gold                           |
| 38. | Akciós pizzaÁllatkerti partiA buli megmentőiA Peppercorn család: ?                             | A Pizza the ActionZoo be DooRescuing the PartyThe Peppercorn Family: Best Pet on the Planet           |
| 39. | Jó széllelA mesterműÁlmatlan éjA Peppercorn család: Az ajándék                                 | Clear SailingThe MasterpieceBedtime BedlamThe Peppercorn Family: It's a Gift                          |
| 40. | Rémes robotSzerencsétlen esetAmi felrepül...A Peppercorn család: ?                             | Ravenous RobotFresh Outta LuckWhat Goes UpThe Peppercorn Family: Mad Scientists                       |
| 41. | TapétaőrületA fantasztikus tappancsTánc a fánkértA Peppercorn család: ?                        | Wallpaper MadnessThe Amazing SchnuckiDancing for DonutsThe Peppercorn Family: La Cage Aux Peppercorns |
| 42. | Havas akcióMajomparádéAz utolsó fizetA Peppercorn család: ?                                    | Snow Way outApes of WrathThe Last One PaysThe Peppercorn Family: Chocko Blocko                        |
| 43. | Rettenthetetlen FaxKéményseprűTrükkös autóversenyA Peppercorn család: ?                        | Fax the FearlessA Clean SweepDeuce Coupe DuoThe Peppercorn Family: Crash Course                       |
| 44. | HallatlanDisznóságKétszer reszkessetek betörőkA Peppercorn család: ?                           | Very Fishy!Swine LakeHome Alone Times TwoThe Peppercorn Family: Tweet & Sour                          |
| 45. | Mondd, hogy csízLiccs-loccsMamut meccsA Peppercorn család: ?                                   | Say CheeseSplish, SplashMcMammothThe Peppercorn Family: School Pet                                    |
| 46. | AlkatrészekFaxi babaFöldi pihenőA Peppercorn család: Trutyiverseny                             | Spare PartsLittle FaxieRest Stop – EarthThe Peppercorn Family: Sludge-O-Rama                          |
| 47. | Pattogatott kukorica akcióTengernéző tengeri útSüti gyógymódA Peppercorn család: ?             | Pop Corn CallVoyage to See the SeaCake BandagesThe Peppercorn Family: The Cherry Tree Siege           |
| 48. | A félős bikaLupo kis szomszédjaIfjú vadőrökA Peppercorn család: ?                              | The Fearful BullLupo's Little NeighbourJunior Forest RangersThe Peppercorn Family: Nice Old Snotty    |
| 49. | Kuckó a fánAz olimpiai lángBohóckodásA Peppercorn család: ?                                    | Tree HouseFlame to the GamesClowning AroundThe Peppercorn Family: Make Mine Makiki                    |
| 50. | Hajmeresztő meseFelséges csalóHullámvasút riadóA Peppercorn család: ?                          | Hair-Raising TaleBed & BreakageRoller Coaster RaidThe Peppercorn Family: The P-Files                  |
| 51. | Ez az a szelvényAbraka fagylaltPiroska és a pojácaA Peppercorn család: ?                       | That's the Ticket!Presto Change-oRed, She SaidThe Peppercorn Family: Last Orders                      |
| 52. | Ijesztő gondokEzt nyomozd kiMeglepetésA Peppercorn család: ?                                   | A Prickly ProblemDetect This!SurpriseThe Peppercorn Family: The Obstacle Course                       |

## Érdekességek
A televíziós sorozat címe Fixi, Foxi és barátaik. Az eredeti címe Fix und Foxi, szó szerint fordítva Fix és Foxi. A képregénysorozat és a könyvsorozat magyar változataiban a szó szerinti magyarra fordított címet használták. A tévésorozatban módosították a címet. Ez esetben az egyik főszereplő neve eredetileg Fix, és a magyar változatban Fixi, amíg a másik főszereplő neve eredetileg is Foxi. (A 70-es, 80-as években a gyermekek száján magyarul még a tv sorozat előtt is Fixi Foxi volt a két hős neve.) Az én ábécém című első osztályos általános iskolai tankönyvben, az X betű oldalán, úgy van feltüntetve a nevük, hogy Foxi Maxi. Ez viszont egyértelmű, hogy tévedés volt, a két mesehős nevei, egy másik mesehős nevével összekeverve, mert a Fixi Foxi két mesehős neve, akik két vörös rókák, a Fixi, Foxi és barátaik című sorozatból, de a Foxi Maxi egy mesehős neve, aki egy szürke kutya, a Maci Laci című sorozatból, és készült a szereplőnek a nevével egyezően is egy sorozat, amelynek címe Foxi Maxi.

## Nemzetközi vetítések
- Németország – KiKA – 2007
- Kanada – Teletoon – 2005
- Egyesült Királyság – Cartoon Network Too, CBBC – 2007
- Dél-Korea – EBS, Spacetoon – 2009
- Szaúd-Arábia – Ajyal TV – 2006
- Indonézia – RCTI – 2013
- India – Nickelodeon – 2008
- Irán – Hod Hod Farsi TV – 2012
- Magyarország – TV2, M2, Minimax – 2006
- Olaszország – Italia 1 – 2010
- Spanyolország – K3 – TBA
- Kína – CCTV-14 – TBA
- Lengyelország – TV Puls – TBA
- Csehország – SuperMax – TBA